# Коконная щитоспинка
Коконная щитоспинка (лат. Lepidobatrachus llanensis) — вид бесхвостых земноводных из семейства Ceratophryidae.

## Описание
Общая длина достигает 10—13 см. Голова толстая, массивная. Глаза маленькие. Рот очень широкий. Туловище большое, шаровидное. Кожа шероховатая, грубая, покрыта крупными своеобразными щитками. Конечности короткие с длинными пальцами. Окраска светло-оливкового или светло-зелёного цвета.

## Образ жизни
Предпочитает сухие кустарники, полупустыни, держится у водоёмов. Ведёт полуводный образ жизни. Хорошо зарывается в грунт. Встречается на высоте до 300 м над уровнем моря. Питается мелкими грызунами, лягушками, беспозвоночными.
Интересен способ этой лягушки переживать засуху: при высыхании водоёма остаётся в нём, каждый день линяя, при этом кожу не сбрасывает, а оставляет на себе, постепенно она образует своеобразный кокон, защищающий лягушку во время засухи.
Размножается во временных водоёмах. Период спаривания достаточно короткий вследствие неблагоприятных условий проживания. Самка откладывает яйца в воду. В течение нескольких суток появляются головастики. Их развитие также достаточно быстрое.

## Распространение
Обитает в Аргентине (провинции Ла-Риоха, Формоза, Кордова, Сальта, Катамарка, Сантьяго, Чако), на востоке Боливии, северо-западе Парагвая.